# Ga đại học quốc gia Pusan
Ga đại học quốc gia Pusan (tiếng Hàn: 부산대역; Hanja: 釜山大驛) là ga của Busan Metro tuyến 1 ở Jangjeon-dong, Geumjeong, Busan, Hàn Quốc.

## Liên kết
- (tiếng Hàn) Thông tin ga từ Tổng công ty vận chuyển Busan